# Sistema de controle judicial ou de jurisdição única
Sistema de controle judicial, ou Sistema de jurisdição única ou Sistema administrativo inglês, é uma das duas modalidades de estruturação do Direito administrativo, onde os atos ilegais administrativos e litígios da Administração Pública são encaminhados a um tribunal judiciário.
É o regime adotado no Brasil para o controle dos atos administrativos ilegais e ilegítimos, praticado pelo poder público em vários níveis de governo, onde os órgãos administrativos promovem suas decisões não conclusivas (não promovendo coisa julgada), e com isso, caso sejam provocados, ficam sujeitos a revisões do Poder Judiciário.

## Tipos de controle
Existem dois sistemas de controle de ilegais administrativos:
- Sistema do Contencioso Administrativo ou Sistema de Dupla Jurisdição: apresenta o controle dos atos da Administração Pública através de um Tribunal Administrativo, que possui Jurisdição Especial, pertencente ao Poder Executivo, mas dotado de jurisdição. Este sistema funciona em paralelo com a Jurisdição Comum e possui quatro princípios informativos:: separação das autoridades administrativa e judiciária, competência das matérias de cunho administrativo aos Tribunais Administrativos e as demais para a Justiça Comum; decisões executórias, legitima a Administração Pública a emitir unilateralmente os atos jurídicos que criam obrigações para o particular; legalidade, onde a Administração Pública deve respeitar a lei, e; da responsabilidade, onde o Poder Público deverá reparar os danos causados aos particulares.
- Sistema de Jurisdição Una: apresenta o controle dos atos da Administração Pública através do Poder Judiciário, com imparcialidade dos julgamentos, pois as decisões do judiciário são tomadas de acordo com o livre convencimento do magistrado, com total independência dos demais poderes. Garante que os direitos individuais não poderão ser desrespeitados por qualquer órgão da Administração Pública sem que possam vir a ser reparados por decisões do Judiciário.